# U-Bahnhof Stephansplatz

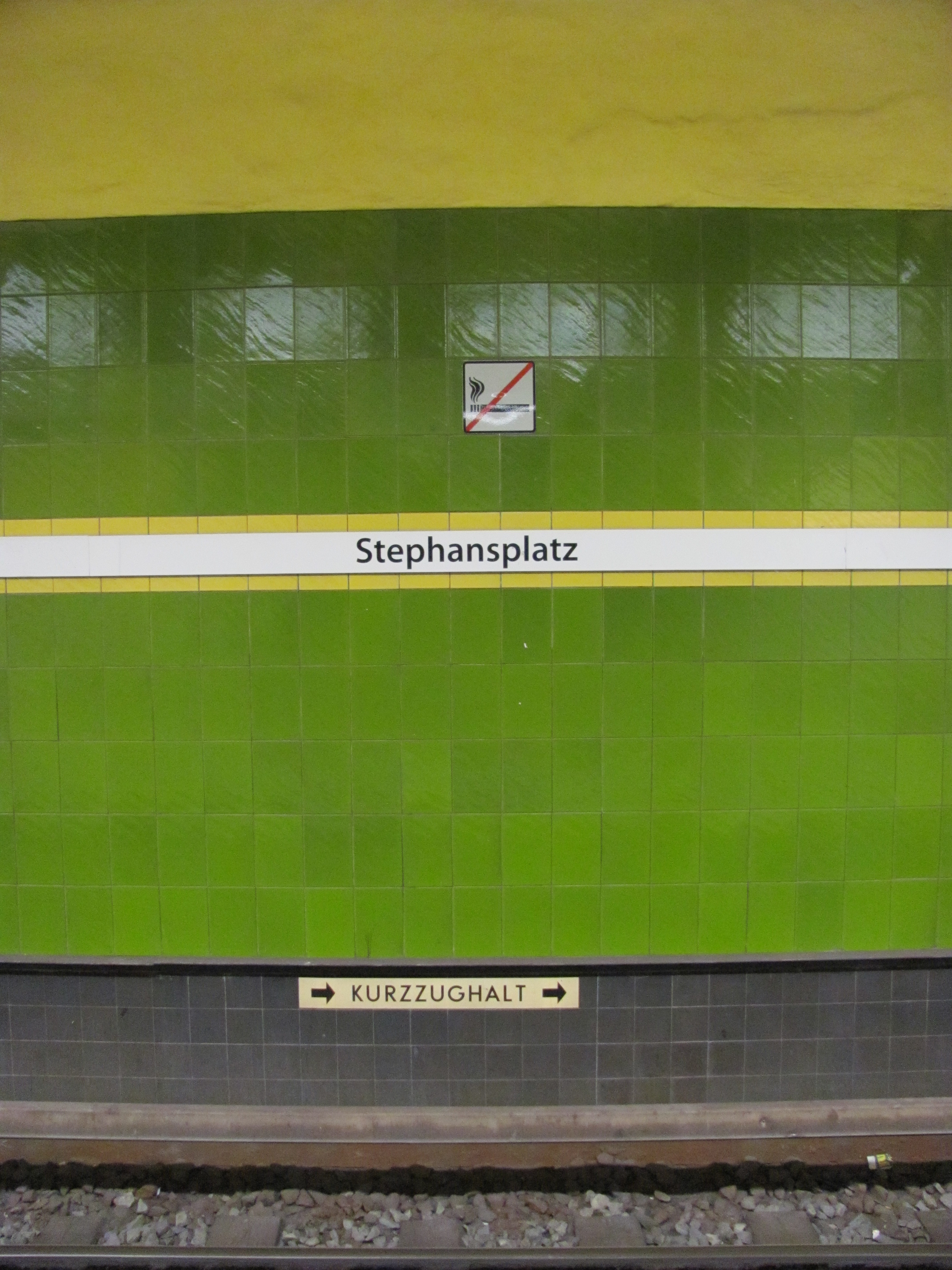
Stationstafel

Der U-Bahnhof Stephansplatz ist eine Tunnel-Haltestelle der Hamburger U-Bahn im Stadtteil Neustadt. Er wurde 1929 im Rahmen der KellJung-Linie eröffnet und wird heute von der Linie U1 bedient. Das Kürzel der Station bei der Betreiber-Gesellschaft Hamburger Hochbahn lautet „SN“. Der U-Bahnhof hat täglich 26.035 Ein- und Aussteiger (Mo–Fr, 2019).

## Aufbau und Lage
Der Mittelbahnsteig des U-Bahnhofs liegt in zweifacher Tieflage etwa in Nordwest-Südost-Richtung am namensgebenden Platz in der Hamburger Neustadt. Ausgänge führen von beiden Enden des Bahnsteigs zunächst in Vorhallen in einfacher Tieflage. Der nördliche Ausgang liegt am Rand der Hamburger Wallanlagen (heute zu Planten un Blomen gehörend), auch lässt sich von hier aus mit etwa 200 Metern Fußweg der Dammtorbahnhof erreichen. Von der südlichen Vorhalle führen zwei Treppen an die Oberfläche im Bereich der Straßenkreuzung Esplanade/Dammtorstraße. Im Sommer 2015 begann der barrierefreie Ausbau mit dem Einbau eines Fahrstuhls, der Bahnsteigerhöhung und dem Einbau von Orientierungshilfen für Sehbeeinträchtigte, der mit der Inbetriebnahme des Aufzugs am 30. Mai 2016 abgeschlossen wurde.
Nördlich des Bahnsteigs liegt ein Kehrgleis, das heute nur noch für wenige Verstärkerfahrten und bei Betriebsstörungen genutzt wird.

## Geschichte
Der U-Bahnhof Stephansplatz wurde von Distel & Grubitz entworfen und am 2. Juni 1929 als Teil der sogenannten KellJung-Linie zwischen Kellinghusenstraße und Jungfernstieg eröffnet. Da die Haltestelle Jungfernstieg erst 1931 in Betrieb genommen werden konnte, endeten die ersten Jahre die Züge am Stephansplatz. Jeder Bahnsteig der KellJung-Linie erhielt beim Bau eine bestimmte Kennfarbe, in der viele Elemente der Station gestaltet waren. Am Stephansplatz war dies die Farbe Blau.
Der Ursprungszustand wurde über vier Jahrzehnte weitgehend erhalten. Erst im Jahr 1972 wurde die Anlage in großem Umfang umgebaut, dabei wurde unter anderem auch die Farbgestaltung des Bahnhofs geändert. Seitdem herrschen Grün- und Gelbtöne vor. Daneben wurden unter anderem Rolltreppen installiert und die für die frühen Hochbahn-Stationen typischen Schwingtüren ausgebaut.

## Planungen für die Linie U5
Die Hamburger Hochbahn plant seit 2015 im Auftrag der Stadt Hamburg eine neue U-Bahn-Linie U5, die auch zum Stephansplatz führen soll. Dabei wurden mehrere Varianten untersucht. Nachdem die U5-Haltestelle Jungfernstieg im Februar 2025 verworfen wurde, ist die aktuelle Planung, den Bahnhof Stephansplatz vollständig neu zu bauen, um hier einen bahnsteigsgleichen Umstieg zwischen der U1 und der U5 zu ermöglichen. Dadurch soll am Dammtor ein neuer zentraler Umsteigepunkt entstehen, der den Hauptbahnhof weiter entlasten kann. Die Bauzeit für die neue Station soll 8 Jahre betragen.

## Weitere Linien
Die Haltestelle ist daneben Knotenpunkt im Hamburger Busnetz. Es besteht Anschluss zu den MetroBus-Linien 4, 5 und 19 sowie der Stadtbuslinie 112. Während der Betriebsruhe der U-Bahn verkehren die Nachtbuslinien 603, 604 und 605. Daneben lässt sich über einen kurzen Fußweg vom Nordausgang des U-Bahnhofs der 200 Meter entfernte S- und Fernbahnhof Dammtor erreichen.
| Linie | Verlauf |
| ----- | --- |
| U 1   | Norderstedt Mitte – Richtweg – Garstedt – Ochsenzoll – Kiwittsmoor – Langenhorn Nord – Langenhorn Markt – Fuhlsbüttel Nord – Fuhlsbüttel – Klein Borstel – Ohlsdorf – Sengelmannstraße (City Nord) – Alsterdorf – Lattenkamp (Sporthalle) – Hudtwalckerstraße – Kellinghusenstraße – Klosterstern – Hallerstraße – Stephansplatz (Oper/CCH) – Jungfernstieg – Meßberg – Steinstraße – Hauptbahnhof Süd – Lohmühlenstraße – Lübecker Straße – Wartenau – Ritterstraße – Wandsbeker Chaussee – Wandsbek Markt – Straßburger Straße – Alter Teichweg – Wandsbek-Gartenstadt – Trabrennbahn – Farmsen – Oldenfelde – Berne – Meiendorfer Weg – Volksdorf / Streckenast Ohlstedt – Buckhorn – Hoisbüttel – Ohlstedt \ Streckenast Großhansdorf – Buchenkamp – Ahrensburg West – Ahrensburg Ost – Schmalenbeck – Kiekut – Großhansdorf |